# Исянбаев, Юмабай Мутигуллович
Юмабай Мутигуллович Исянбаев (баш. Иҫәнбаев Йомабай Мотиғулла улы, 1891—1943) — советский башкирский народный музыкант-кураист. Народный артист Башкирской АССР (1991 г. — посмертно). Один из основоположников профессионального исполнительского искусства на курае.

## Биография
Родился 21 сентября 1891 года в деревне Верхнее Смаково Тангауровской (Тунгаурской) волости Орского уезда Оренбургской губернии. Учился игре на курае у знаменитых кураистов Хибатуллы Кутушева, Габита Баракова и других. К семнадцати годам он уже исполнял на курае свыше 100 башкирских мелодий. В 1925 году, совместно с народными музыкантами из других советских республик, участвует во Всемирной выставке декоративного искусства в Париже.
Вначале учился в медресе соседней деревни Абдельнасирово, затем продолжил образование самостоятельно. В 1920 году вступил в партию, его избрали председателем сельского совета, он стал членом волостного исполкома. В декабре 1921 года был обвинен в недовольстве продналогом и агитации против советской власти. Попал под амнистию, и в ноябре 1923 года вернулся домой и начал работать артистом-кураистом Башкирского передвижного драмтеатра, играл в спектаклях «Салават-батыр», «Карагул», «Ашкадар» и других. Затем работал в Башкирском театре драмы.
Принимал участие в спектаклях «Салават-батыр», «Ашкадар», «Карагул», «Ынйыкай и Юлдыбай», «Шауракай» и других. Всего в театре было три кураиста: Юмабай Исянбаев, Гиниятулла Ушанов, Хамит Ахметов. Исполняя народные мелодии в гастролях по Башкортостану и за его пределами, они завоевали большую популярность.
В 1927 году участвовал во Всемирной музыкальной выставке во Франкфурте-на-Майне. После окончания этой выставки артисты Советского Союза под руководством Г. Любимова выступили в различных городах Германии, Швеции, Бельгии и Голландии. Участником труппы являлась и знаменитая певица Ирма Яунзем, которая исполняла на русском и башкирском языках под аккомпанемент Исянбаева Юлая народные песни «Курай» и «Абдрахман»..
В его репертуаре были такие классические башкирские мелодии и инструментальные наигрыши как «Урал», «Буранбай», «Баик», «Кара юрга» и другие.
В 1929 году организовал на родине колхоз «Сарыкуль» и стал его первым председателем. Затем работал ревизором сельпо.
В 1940 году он был обвинён в связях с Заки Валиди и арестован. Сидел в тюрьме в Омске. В 1942 году отправлен на фронт. Воевал на Орловско-Курской дуге. Погиб в 1943 году в районе Воронежа.

## Память
Министерством культуры Башкирской АССР в 1978 году учреждён приз имени Исянбаева за мастерство исполнения башкирских народных мелодий на курае, кубызе и узляу. С 1991 года конкурсы проводятся на родине кураиста в Хайбуллинском районе.